# مقاطعة يجيانغ
مقاطعة يجيانغ هي إحدى مقاطعات منطقة آنهوي في الصين.